# 마이 페어 레이디 (영화)
《마이 페어 레이디》(My Fair Lady)는 1964년 미국의 뮤지컬 코미디 드라마 영화이다. 조지 버나드 쇼의 1913년 연극 《피그말리온》을 바탕으로 한 1956년 레너와 로우의 무대 뮤지컬을 각색한 작품이다. 영화는 앨런 제이 레너의 각본과 조지 큐커의 연출로, 에드워드 시대 런던에서 공작부인으로 통할 수 있도록, 또는 일라이자의 관점에서는 더 나아가 꽃집에서 취업할 수 있도록, 음성학 교수 헨리 히긴스가 자신에게 영어를 잘 가르칠 수 있다고 가볍게 내기를 하는 것을 우연히 듣게 되는 코크니 억양을 쓰는 가난한 꽃 행상 일라이자 둘리틀의 이야기를 그리고 있다.
일라이자 둘리틀 역으로 오드리 헵번이 출연했으며(무대 뮤지컬의 줄리 앤드루스 대체) 헨리 히긴스 역으로는 렉스 해리슨이 출연해 무대 뮤지컬에서의 자신의 역할을 다시 맡았고, 스탠리 할로웨이, 글래디스 쿠퍼, 윌프리드 하이드화이트가 조연으로 출연했다. 비평적, 상업적으로 성공을 거둔 이 영화는 1964년 두 번째로 흥행에 성공한 영화가 되었으며, 작품상, 감독상, 남우주연상을 비롯한 여덟 개의 아카데미상을 수상했다. 미국 영화 연구소는 이 영화를 1998년 AFI 선정 100대 영화 목록에서 91위로, 2002년 AFI 선정 100대 열정적인 영화 목록에서 12위로, 그리고 2006년 AFI 선정 최고의 뮤지컬 영화 목록에서 8위로 선정했다.
2018년, 이 영화는 "문화적, 역사적, 또는 미학적으로 중요한" 작품으로서 미국 국립영화등기부에 의해 미국 의회도서관에 보존 대상으로 선정되었다.

## 줄거리
런던에서 음성학자인 헨리 히긴스 교수는 사람의 억양이 사회에서의 전망을 결정한다고 믿는다("Why Can't the English?"). 어느 날 저녁 코벤트 가든 과일 및 채소 시장에서, 그는 강한 코크니 억양을 가진 젊은 꽃 파는 소녀 일라이자 둘리틀의 말을 듣고 기록한다. 이로 인해 다른 사람들은 그가 "형사"라고 의심한다. 일라이자가 자신은 아무 잘못도 하지 않았다고 항의하며 역시 음성학 전문가인 피커링 대령에게 이를 확인해달라고 요청한다. 피커링과 히긴스는 서로 알게 되어 기뻐한다. 사실 피커링은 히긴스를 만나기 위해 인도에서 왔던 것이다. 히긴스는 일라이자 같은 사람도 대사관 무도회에서 공작부인으로 속일 수 있을 정도로 말하는 법을 가르칠 수 있다고 자랑한다. 일라이자는 꽃집에서 일하고 싶지만, 그의 억양이 이를 불가능하게 만든다("Wouldn't It Be Loverly"). 다음 날 아침, 일라이자는 수업을 받기 위해 히긴스의 집을 찾아간다. 피커링은 흥미를 느끼고 히긴스가 성공한다면 모든 관련 비용을 부담하겠다고 제안한다. 히긴스는 동의하고 여자들이 어떻게 삶을 망치는지 설명한다("I'm an Ordinary Man").
일라이자의 아버지인 쓰레기 수거부 알프레드 P. 둘리틀은 딸의 새로운 거처에 대해 알게 된다("With a Little Bit of Luck"). 그는 삼일 후 히긴스의 집에 나타나, 표면적으로는 딸의 정조를 보호하러 왔지만, 실제로는 히긴스에게서 돈을 뜯어내려 하며, 5파운드로 매수된다. 히긴스는 그 남자의 정직함, 언어에 대한 천부적 재능, 특히 그의 뻔뻔한 도덕성 결여에 감명받는다. 히긴스는 알프레드를 도덕성에 관심 있는 부유한 미국인에게 추천한다.
일라이자는 히긴스의 까다로운 교육 방법과 가혹한 대우를 견딘다("Just You Wait"), 한편 하인들은 소음에 짜증을 내면서도 히긴스에게 연민을 느낀다("Servants' Chorus"). 그는 진전을 보이지 않지만, 그와 히긴스, 피커링이 포기하려는 찰나에 일라이자는 마침내 "깨닫게 된다"("The Rain in Spain"). 그는 즉시 완벽한 상류층 억양으로 말하기 시작하고, 히긴스와 춤을 춘 것에 매우 기뻐한다("I Could Have Danced All Night").
시험 삼아, 히긴스는 그를 애스콧 경마장에 데려간다("Ascot Gavotte"). 일라이자는 처음에는 좋은 인상을 주지만, 말을 응원하면서 갑자기 저속한 코크니 말투로 돌아가 모두를 놀라게 한다. 히긴스는 이를 재미있어한다. 거기서 일라이자는 그에게 반한 젊은 상류층 남성인 프레디 아인스퍼드-힐을 만난다("On the Street Where You Live").
이후 히긴스는 일라이자를 대사관 무도회에 데려가고, 일라이자는 외국 왕자와 춤을 춘다. 히긴스에 의해 훈련받은 헝가리 사기꾼 졸탄 카르파티는 지켜보고, 춤추고, 듣고, 그가 헝가리 공주라고 선언한다.
무도회 후, 일라이자의 노고는 무시되고 모든 칭찬은 히긴스에게 가게 된다("You Did It"). 이러한 대우와 그의 냉담한 태도, 특히 일라이자의 미래에 대한 무관심은 일라이자가 그를 떠나게 만든다. 떠나기 전에 일라이자는 그의 슬리퍼를 던지며, 그의 배은망덕함에 히긴스는 당혹감을 느낀다("Just You Wait [Reprise]"). 밖에서는 프레디가 기다리고 있고("On the Street Where You Live [Reprise]") 일라이자를 맞이하지만, 그는 프레디가 말만 한다는 이유로 짜증을 낸다("Show Me"). 일라이자는 옛 생활로 돌아가려 하지만, 더 이상 그곳에 맞지 않다는 것을 알게 된다. 그는 히긴스가 추천한 부유한 미국인으로부터 큰 유산을 받아 일라이자의 새어머니와 결혼하기로 결심한 아버지를 만난다. 둘리틀은 히긴스가 자신을 망쳤다고 느끼며, "중산층의 도덕성"에 묶여 있다고 한탄한다("Get Me to the Church On Time"). 결국 일라이자는 히긴스의 어머니를 방문하고, 어머니는 아들의 행동에 분노한다.
다음 날, 히긴스는 일라이자가 사라진 것을 알고 그를 찾아다니며("A Hymn to Him"), 결국 어머니의 집에서 그를 발견한다. 그는 일라이자에게 돌아오라고 설득하려 한다. 그가 프레디와 결혼하고 카르파티의 조수가 될 것이라고 발표했을 때 그는 화를 낸다("Without You"). 그는 집으로 돌아가 일라이자가 기어서라도 돌아올 것이라고 예상한다. 그러나 히긴스는 그가 자신에게 중요해졌다는 사실을 깨닫게 된다("I've Grown Accustomed to Her Face"). 그는 축음기를 켜고 일라이자의 목소리를 듣는다. 갑자기, 일라이자가 현관에 나타난다. 그는 무심하게 묻는다, "일라이자, 내 슬리퍼가 대체 어디 있지?" 질문을 들은 일라이자는 그저 미소 짓는다.

## 출연진
- 오드리 헵번 - 일라이자 둘리틀 역
- 렉스 해리슨 - 헨리 히긴스 교수 역
- 스탠리 할로웨이 - 알프레드 P. 둘리틀 역
- 윌프리드 하이드화이트 - 휴 피커링 대령 역
- 글래디스 쿠퍼 - 히긴스 부인 역
- 제러미 브렛 - 프레디 아인스퍼드-힐 역
- 시오도어 비켈 - 졸탄 카르파티 역
- 모나 워시번 - 피어스 부인, 히긴스의 가정부 역
- 이소벨 엘섬 - 아인스퍼드-힐 부인 역

- 존 홀랜드 - 집사 역

## 한국판 성우진(KBS)
- 정미숙 - 일라이자(오드리 헵번)
- 이완호 - 히긴스(렉스 해리슨)
- 정기항 - 피커링(윌프리드 하이드-와이트)
- 박민아 - 피어스 부인(모나 워시번)
- 이종구 - 두리틀(스탠리 할로웨이)
- 김준 - 프레디(제러미 브렛)
- 이광자
- 정민희
- 이근욱
- 김정호
- 김창주
- 한택심

## 제작
CBS의 대표 윌리엄 S. 페일리는 CBS가 원작 브로드웨이 공연에 재정을 지원하는 대신 캐스트 앨범의 권리(컬럼비아 레코드를 통해)를 받는 약정을 맺었다. 그 후 워너 브라더스는 1962년 2월 CBS로부터 당시로서는 전례 없는 금액인 550만 달러(2024년 기준 5,700만 달러에 해당)와 2,000만 달러 이상 수익의 47¼%라는 조건으로 영화화 판권을 구매했다. 페일리는 워너와의 계약에 영화 개봉 후 7년이 지나면 필름 원본 소유권이 CBS로 돌아간다는 조건을 추가했다.
브로드웨이에서 일라이자 둘리틀 역할로 성공을 거두었음에도 불구하고, 잭 L. 워너가 판권을 획득했을 때 그는 당시 영화 관객들에게 알려지지 않았던 줄리 앤드루스를 오드리 헵번으로 교체했다. 앨런 제이 레너는 앤드루스가 자신의 작품 《카멜롯》으로 옮겼을 때 이 소식을 전했다. "정말 당신이 했으면 했는데, 줄리, 하지만 그들은 유명인을 원했어요."
영화 전체는 1963년 8월부터 12월까지 캘리포니아 버뱅크의 워너 브라더스 스튜디오에서 촬영되었다. 주요 촬영은 스튜디오의 여섯 개 스테이지, 특히 4, 7, 8, 11, 16, 26번에서 이루어졌다.
1,700만 달러의 제작 예산으로, 《마이 페어 레이디》는 당시까지 미국에서 촬영된 가장 비용이 많이 든 영화였다.